# Ne temere
Ne temere (significando literalmente "não irrefletidamente" em Latim) foi um decreto da Congregação para o Clero da Igreja Católica regulando o direito canônico da Igreja sobre casamento para católicos romanos.
O ponto notável do decreto era a exigência de que um cônjuge não-católico concordasse em educar e criar seu filho(a) como católico para poder casar com um católico sem que o último fosse excomunhado. Em alguns casos era também esperado que aquele cônjuge se convertesse ao catolicismo antes do casamento, para garantir que isso iria ser seguido.

## Ne temere
O decreto foi dado pelo Papa Pio X em 10 de agosto de 1907 e entrou em vigor em 19 de abril de 1908.  Esse decreto foi anulado para casamentos realizados na Alemanha pelo decreto subsequente Provida.
Esse decreto tornou os casamentos civis oficiais difíceis para católicos não-praticantes em alguns países dominados pela Igreja. Ele também significou que, devido ao fato de um padre poder se recusar a realizar um casamento entre um católico e um não-católico, ele poderia impor condições tais como uma obrigação para qualquer criança ser batizada e educada como católico, e para os parceiros não-católicos submeterem-se a educação religiosa com o objetivo de convertê-los ao catolicismo.

## Conflitos de leis
Antes e depois de 1907, as reformas jurídicas ao longo da Europa estavam lentamente criando novas liberdades individuais. O Ne temere buscava frear esse avanço e foi amplamente criticado por não-católicos por restringir indevidamente a escolha em questões familiares.
A publicação do Código de Direito Canónico da Igreja Católica declarando os casamentos inválidos, que entretanto eram reconhecidos como válidos pelo Estado, levantou grandes debates políticos e judiciais no Canadá, especialmente em Quebec, e na Austrália.  Em Nova Gales do Sul, o legislativo apresentou uma proposta para tornar a promulgação do Ne temere um crime.
O decreto para obter fiéis com os casamentos mistos foi executado pelos tribunais da República da Irlanda como no caso do julgamento de Tilson v. Tilson, em que o Juiz Gavan Duffy declarou: “Na minha opinião, uma ordem do tribunal designada para assegurar o cumprimento de um acordo peremptoriamente exigido antes [da realização] de um casamento misto pela Igreja, cuja posição especial na Irlanda é oficialmente reconhecida como a guardiã da fé do cônjuge católico, não pode ser recusada sob nenhum fundamento de política pública pelo mesmo Estado que presta homenagem àquela Igreja”. Uma disputa similar levou ao incidente de Fethard-on-Sea. A publicação do New Ulster Movement (NUM) "Two Irelands or one?" (em português, "Duas Irlandas ou uma?") em 1972 continha as seguintes recomendações considerando uma futura Irlanda Unida:
"A remoção da proteção dos tribunais, garantida desde o julgamento Tilson de 1950, ao decreto Ne temere da Igreja Católica Romana. Esse decreto que exige que os parceiros em um casamento misto prometam que todas as crianças de seu casamento sejam criadas como católicas romanas, é a regra interna de uma Igreja específica. Para os órgãos estatais sustentá-lo é, portanto, discriminatório."

## Matrimonia Mixta
O Ne Temere foi substituído em 1970 com o mais brando Matrimonia Mixta.